# Kingman (cheval)
Kingman (26 février 2011- ) est un cheval de course qui participe aux courses hippiques de plat. Né en Angleterre, propriété de son éleveur Khalid Abdullah, il est entraîné par John Gosden et monté par James Doyle.

## Carrière de courses
Kingman effectue de spectaculaires débuts le 29 juin 2013 sur l'hippodrome Newmarket, s'imposant par six longueurs. La forte impression laissée par le poulain lui vaut d'être aussitôt consacré favori des 2000 guinées, qui se dérouleront un an plus tard, même si son jockey d'un jour, l'Irlandais Ryan Moore, tenta de tempérer les ardeurs. Mais sa sortie suivante, soldée par une victoire aisée dans les Solario Stakes, un groupe 3 disputé à Sandown, ne désenfla pas la rumeur. Annoncé au départ des Dewhurst Stakes, Kingman devra y renoncer en raison d'un problème de santé qui lui vaudra de subir une intervention chirurgicale pour lui retirer un éclat d'os. Il s'en tint à ces deux performances pour sa saison de 2 ans. 
Très attendu pour son retour, qui a pour théâtre les Greenham Stakes (Gr.3) à Newbury, Kingman confirme qu'il est bien le favori naturel des classiques sur le mile en l'emportant par quatre longueurs. Dans les 2000 Guinées, on lui oppose l'Irlandais Australia, un élève de Coolmore, qui fait sa rentrée directement dans le classique et sera sacré, un mois plus tard, dans le Derby d'Epsom. Mais c'est un troisième larron qui arbitre le duel, Night of Thunder, dauphin pourtant lointain de Kingman dans les Greenham Stakes, qui s'impose d'une demi-longueur devant Kingman, lui-même passant une tête devant Australia. Ce sera la seule défaite de la carrière de Kingman. 
En appel dans les 2000 Guinées irlandaises, le protégé de John Gosden ne fait pas dans le détail : cinq longueurs le séparent du deuxième, Shifting Power. Rendez-vous est pris avec Night of Thunder pour la belle dans les St. James's Palace Stakes, et c'est Kingman qui a le dernier mot, terrassant son rival de deux grandes longueurs. Il confirme cette victoire face aux chevaux d'âge dans les Sussex Stakes, qu'il remporte sans coup férir, puis à Deauville, dans le Prix Jacques Le Marois. Son programme pour la fin de la saison, qui passe par les Queen Elizabeth II Stakes et le Breeders' Cup Mile, ne sera en revanche jamais accompli : une infection à la gorge a raison de la carrière de Kingman, qui se voit tout de même sacré meilleur 3 ans de l'année en Europe, et même cheval de l'année tout court.  

### Résumé de carrière
| Date        | Hippodrome  | Pays        | Course                    | Statut      | Distance    | Jockey      | Place       | Écart       | Vainqueur ou deuxième | Temps       |
| 2013, 2 ans | 2013, 2 ans | 2013, 2 ans | 2013, 2 ans               | 2013, 2 ans | 2013, 2 ans | 2013, 2 ans | 2013, 2 ans | 2013, 2 ans | 2013, 2 ans           | 2013, 2 ans |
| ----------- | ----------- | ----------- | ------------------------- | ----------- | ----------- | ----------- | ----------- | ----------- | --------------------- | ----------- |
| 29 juin     | Newmarket   | Royaume-Uni | Maiden                    |             | 1 400 m     | R. Moore    | 1er / 10    | 6           | Adhwaa                | 1'24"30     |
| 31 août     | Sandown     | Royaume-Uni | Solario Stakes            | Gr. 3       | 1 400 m     | J. Doyle    | 1er / 4     | 2           | Emirates Flyer        | 1'28"38     |
| 2015, 3 ans |             |             |                           |             |             |             |             |             |                       |             |
| 12 avril    | Newbury     | Royaume-Uni | Greenham Stakes           | Gr. 3       | 1 400 m     | J. Doyle    | 1er / 10    | 4 ½         | Night of Thunder      | 1'26"95     |
| 3 mai       | Newmarket   | Royaume-Uni | 2000 Guineas              | Gr. 1       | 1 600 m     | J. Doyle    | 2e / 14     | 1/2         | Night of Thunder      | 1'36"61     |
| 24 mai      | Curragh     | Irlande     | Irish 2000 Guineas        | Gr. 1       | 1 600 m     | J. Doyle    | 1er / 11    | 5           | Shifting Power        | 1'47"29     |
| 17 juin     | Ascot       | Royaume-Uni | St. James's Palace Stakes | Gr. 1       | 1 600 m     | J. Doyle    | 1er / 7     | 2 ¼         | Night of Thunder      | 1'39"06     |
| 30 juillet  | Goodwood    | Royaume-Uni | Sussex Stakes             | Gr. 1       | 1 600 m     | J. Doyle    | 1er / 4     | 1           | Toronado              | 1'41"75     |
| 17 août     | Deauville   | France      | Prix Jacques Le Marois    | Gr. 1       | 1 600 m     | J. Doyle    | 1er / 6     | 2 ½         | Anodin                | 1'41"90     |

## Au haras

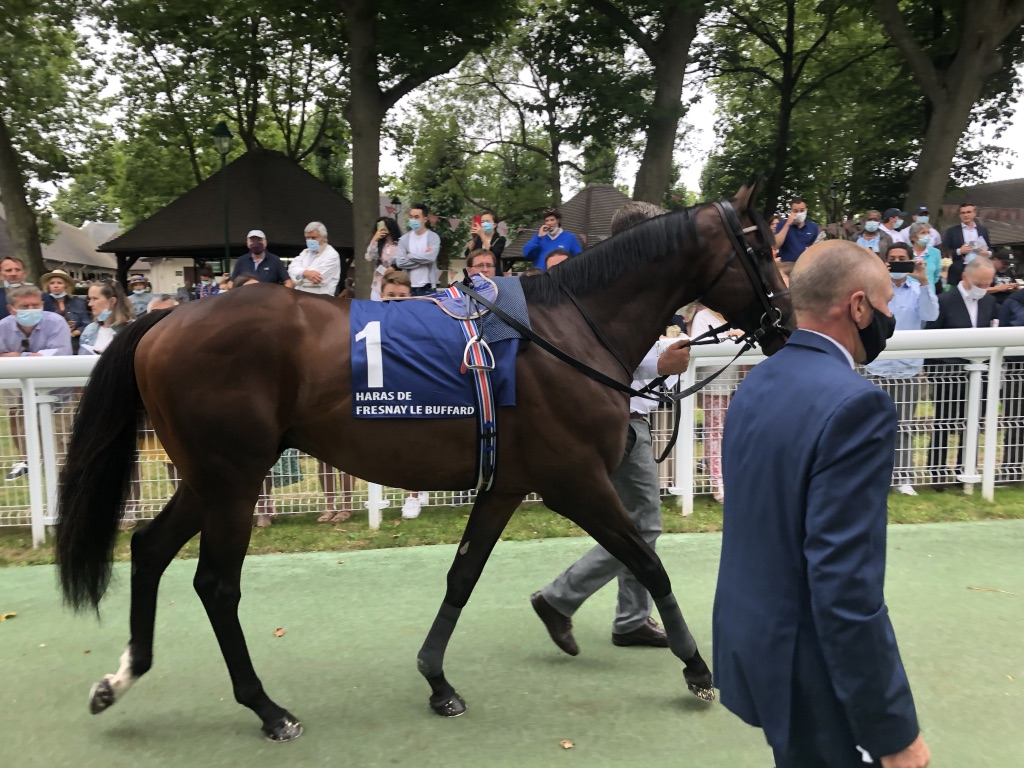
Palace Pier.

Rentré prématurément au haras, Kingman s'y annonce d'emblée comme une recrue d'envergure pour l'élevage. Son prix de saillie reflète la confiance que lui accorde les éleveurs, puisqu'il démarre d'emblée à £ 55 000, un tarif qui ne tarde pas à s'envoler, jusqu'à £ 150 000 en 2020. Il faut dire que le jeune étalon, stationné à Banstead Manor Stud, l'antenne européenne de Juddmonte Farms, où séjourne aussi un certain Frankel, voit très vite sa progéniture briller en courses. Il est, avec ce dernier, l'un des jeunes reproducteurs les plus côtés de la planète. 
Parmi ses meilleurs produits, citons (avec entre parenthèses le nom du père de mère) :
- Palace Pier (Nayef) : St. James's Palace Stakes, Prix Jacques Le Marois (deux fois), Lockinge Stakes, Queen Ann Stakes. Meilleur 3 ans d'Europe (2020). Cheval d'âge de l'année en Europe (2021).
- Persian King (Dylan Thomas) : Poule d'Essai des Poulains, Prix d'Ispahan Prix du Moulin de Longchamp, 2e Prix du Jockey-Club, 3e Prix de l'Arc de Triomphe.
- Field of Gold (Shamardal) : Irish 2000 Guineas, St. James's Palace Stakes, 2e 2000 Guineas.
- Kinross (Selkirk) : Prix de la Forêt, British Champions Sprint Stakes.
- Domestic Spending (Street Cry) : Hollywood Derby, Turf Classic, Manhattan Handicap.
- Feed The Flame (Montjeu) : Grand Prix de Paris.
- Sparkling Plenty (Frankel) : Prix de Diane.
- Sauterne (Aragorn) : Prix du Moulin de Longchamp.
- Schnell Meister (Soldier Hollow) : NHK Mile Cup.
- Commissioning (Galileo) : Fillies' Mile.
- King Colorado (More Than Ready) : J.J. Atkins Stakes.
- Friendly Soul (Inchinor) : Prix de l'Opéra.

## Origines
Kingman est par le top étalon Invincible Spirit, champion sprinter issu d'une lauréate du Prix de Diane, qui fut l'un des meilleurs continuateurs de Green Desert au haras, père de nombreux champions dont Moonlight Cloud. Côté maternel, il ressort de l'une des plus belles lignées de l'élevage mondiale, celle de sa quatrième mère, la très influente Sorbus, véritable poulidor des classiques en 1975. Sa descendance contient une multitude de champions, dont d'importants étalons tels Oasis Dream ou désormais Kingman, qui en assurent la continuité.
- Sorbus (Busted) : 2e Irish Oaks, Irish 1000 Guineas, Irish St. Leger, Yorkshire Oaks.
  - Beldarian (Last Tycoon) : 2e Ballyroan Stakes (Gr.3). 4e Oaks. 
    - Dariana (Redoute's Choice) : Queensland Derby (Gr.1, Australie). 2e Underwood Stakes (Gr.1)

  - Klarifi (Habitat)
    - Fracas (In the Wings) : Derrinstown Stud Derby Trial Stakes (Gr.2), Classic Trial (Gr.3), Meld St (Gr.3). 2e Rheinland-Pokal, Mooresbridge Stakes (Gr.3), Ballyroan Stakes (Gr.3). 4e Derby.

  - Bahamian (Mill Reef)
    - Coraline (Sadler's Wells)
      - Reefscape (Linamix) : Prix du Cadran, Hubert de Chaudenay (Gr.2), Gladiateur (Gr.3). 2e Gold Cup, Prix Ganay, Royal-Oak, Kergorlay (Gr.2), de Lutèce (Gr.3). 3e Coronation Cup, Prix de la Vicomtesse Vigier (Gr.2), de Barbeville (Gr.3).
      - Martaline (Linamix) : Prix Maurice de Nieuil (Gr.2), d'Hédouville (Gr.3). 2e Grand Prix de Chantilly, Prix Foy. 3e Prix Jean-de-Chaudenay.
      - Costal Path (Halling) : Prix Hubert de Chaudenay (Gr.2), Prix Vicomtesse Vigier (Gr.2), de Lutèce (Gr.3), de Barbeville (Gr.3). 2e Prix Kergorlay (Gr.2), Prix d'Hédouville (Gr.3). 3e Gold Cup.
      - Clear Thinking (Rainbow Quest) : 2e Prix Berteux (Gr.3). 3e Prix Maurice de Nieuil (Gr.2), Prix Vicomtesse Vigier (Gr.2), Hubert de Chaudenay (Gr.2).

    - Trellis Bay (Sadler's Wells)
      - Bellamy Cay (Kris) : Prix Maurice de Nieuil (Gr.2), Prix d'Hédouville (Gr.3). 2e Prix Royal-Oak. 3e Grand Prix de Chantilly.
      - Cinnamon Bay (Zamindar)
        - New Bay (Dubawi) : Prix du Jockey Club, Guillaume d'Ornano, Prix Niel, Prix Gontaut Biron. 2e Poule d'Essai des Poulains, 3e Prix de l'Arc de Triomphe

    - Wemyss Bight (Dancing Brave) : Irish Oaks, Prix de Malleret (Gr.2), Prix Cléopâtre (Gr.3), Prix Pénélope (Gr.3). 2e Prix Vermeille.
      - Beat Hollow (Sadler's Wells) : Grand Prix de Paris, Arlington Million, Woodford Reserve Turf Classic (Gr.1, USA), Manhattan Handicap (Gr.1, USA). 2e Eddie Read Handicap (Gr.1, USA). 3e Derby, Keeneland Turf Mile Stakes (Gr.1, USA).

    - Hope (Dancing Brave)
      - Oasis Dream (Green Desert) : Middle Park Stakes, July Cup, Nunthorpe Stakes.
      - Zenda (Zamindar) : Poule d'Essai des Pouliches. 2e Coronation Stakes, Queen Elizabeth II Challenge Cup (Gr.1, USA).
        - Remote (Dansili) : Tercentenary Stakes (Gr.3)
        - First Eleven (Frankel) : 3e Cumberland Lodge Stakes (Gr.3)
        - Multilingual (Galileo), mère de : 
          - Minnie Hauk (Frankel) : Oaks, Irish Oaks.

        - Kingman

### Pedigree
| Origines de Kingman (GB), mâle bai né en 2011 | Origines de Kingman (GB), mâle bai né en 2011 | Origines de Kingman (GB), mâle bai né en 2011 | Origines de Kingman (GB), mâle bai né en 2011 |
| --------------------------------------------- | --------------------------------------------- | --------------------------------------------- | --------------------------------------------- |
| Père Invincible Spirit 1997                   | Green Desert 1983                             | Danzig                                        | Northern Dancer                               |
| Père Invincible Spirit 1997                   | Green Desert 1983                             | Danzig                                        | Pas de Nom                                    |
| Père Invincible Spirit 1997                   | Green Desert 1983                             | Foreign Courier                               | Sir Ivor                                      |
| Père Invincible Spirit 1997                   | Green Desert 1983                             | Foreign Courier                               | Courtly Dee                                   |
| Père Invincible Spirit 1997                   | Rafha 1987                                    | Kris                                          | Sharpen Up                                    |
| Père Invincible Spirit 1997                   | Rafha 1987                                    | Kris                                          | Doubly Sure                                   |
| Père Invincible Spirit 1997                   | Rafha 1987                                    | Eljazzi                                       | Artaius                                       |
| Père Invincible Spirit 1997                   | Rafha 1987                                    | Eljazzi                                       | Border Bounty                                 |
| Mère Zenda 1999                               | Zamindar 1994                                 | Gone West                                     | Mr. Prospector                                |
| Mère Zenda 1999                               | Zamindar 1994                                 | Gone West                                     | Secrettame                                    |
| Mère Zenda 1999                               | Zamindar 1994                                 | Zaizafon                                      | The Minstrel                                  |
| Mère Zenda 1999                               | Zamindar 1994                                 | Zaizafon                                      | Mofida                                        |
| Mère Zenda 1999                               | Hope 1991                                     | Dancing Brave                                 | Lyphard                                       |
| Mère Zenda 1999                               | Hope 1991                                     | Dancing Brave                                 | Navajo Princess                               |
| Mère Zenda 1999                               | Hope 1991                                     | Bahamian                                      | Mill Reef                                     |
| Mère Zenda 1999                               | Hope 1991                                     | Bahamian                                      | Sorbus (famille 19)                           |